# Журавські
Журавські (пол. Żurawski) — українські, білоруські, литовські, польські та російські дворянські роди.
Польські роди, гербів Тшаска, Леліва і Труби, походять від першої половини XVII століття і внесені до VI та I частини родовідної книги Віленської та Мінської губерній. Російські роди (всього 3) пізнішого походження.
Прізвище Журавський — похідне від слова журавель (пол. żuraw). З'явилося на межі XII—XIII століть у Польщі. Власники прізвища спочатку мали на південному заході Польщі родове гніздо, зване Журавка (пол. Żurawka) — журавель. Мали родовий герб із зображенням лицаря, який тримає в правій руці сосну з трьома кронами та п'ятьма коренями. Герб схожий з 24-ма польськими дворянськими прізвищами і походить початково від герба Годземба . У середині XVI століття рід розділяється на польську, литовську (білоруську), московську — на службі у царів російських та козацьку (українську) лінії, а також шведську, німецьку тощо.
При подачі документів в 1686, для внесення роду в Бархатну книгу, було надано родовід Журавських.